# Glitajny (powiat kętrzyński)
Glitajny (niem. Glittehnen) – osada w Polsce położona w województwie warmińsko-mazurskim, w powiecie kętrzyńskim, w gminie Korsze.
W latach 1975–1998 miejscowość należała administracyjnie do województwa olsztyńskiego. Wieś jest siedzibą sołectwa, w skład którego oprócz Glitajn wchodzą jeszcze: Kałmy i niezamieszkana miejscowość Góra.

## Położenie geograficzne

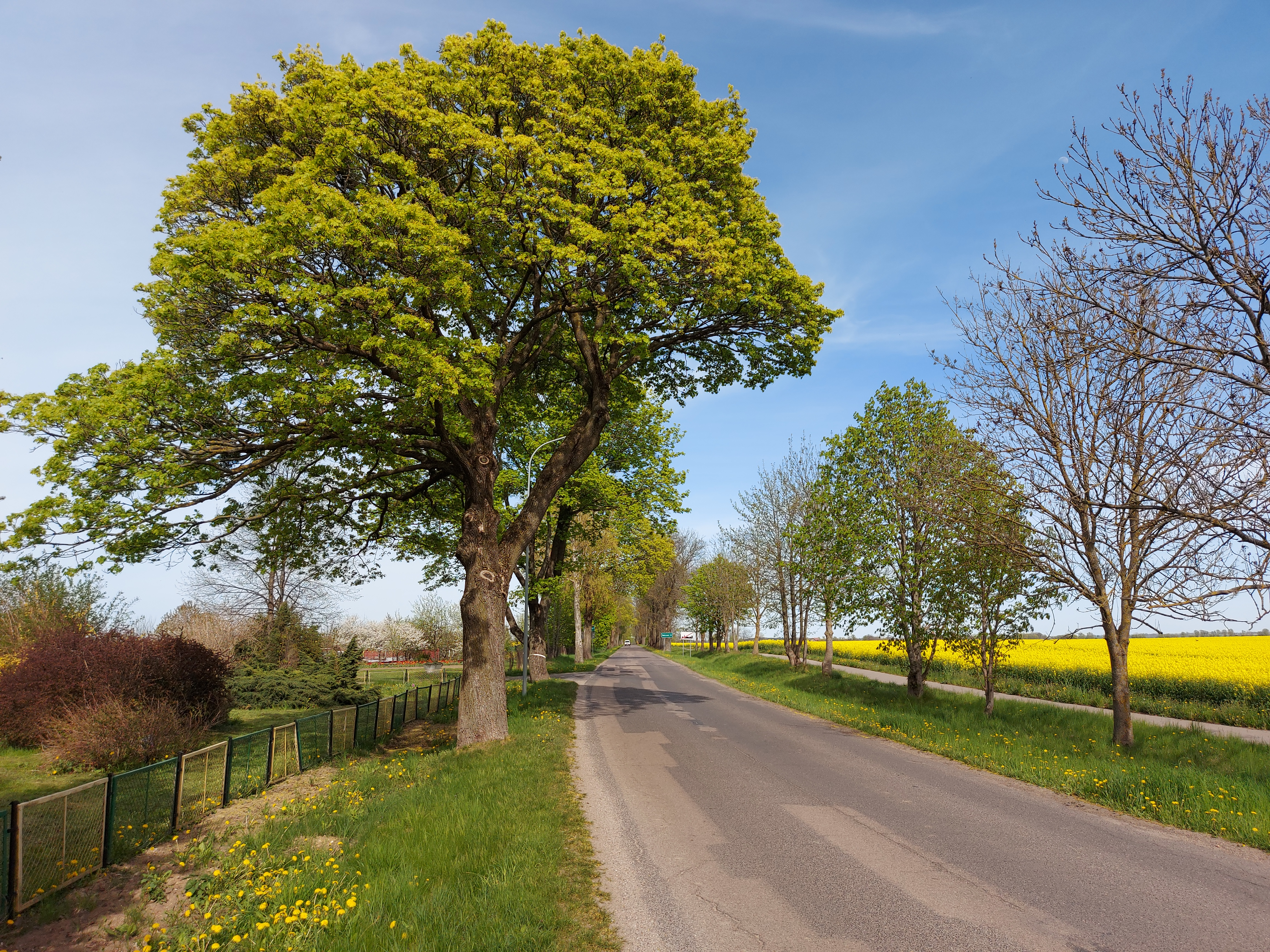
droga wojewódzka nr 590

Osada jest położona w środkowej części gminy Korsze, w kierunku północno-wschodnim od Korsz, z którymi bezpośrednio graniczy. Pod względem historycznym miejscowość leży w Prusach Dolnych, na obszarze dawnej pruskiej Barcji. Glitajny są położone na Nizinie Sępopolskiej. Ukształtowanie powierzchni wsi jest równinne.
Przez miejscowość przebiega droga wojewódzka nr . Od 2015 roku wzdłuż tej drogi biegnie też szlak rowerowy Green Velo, łączący w tym miejscu Sępopol i Korsze z Barcianami.

## Historia

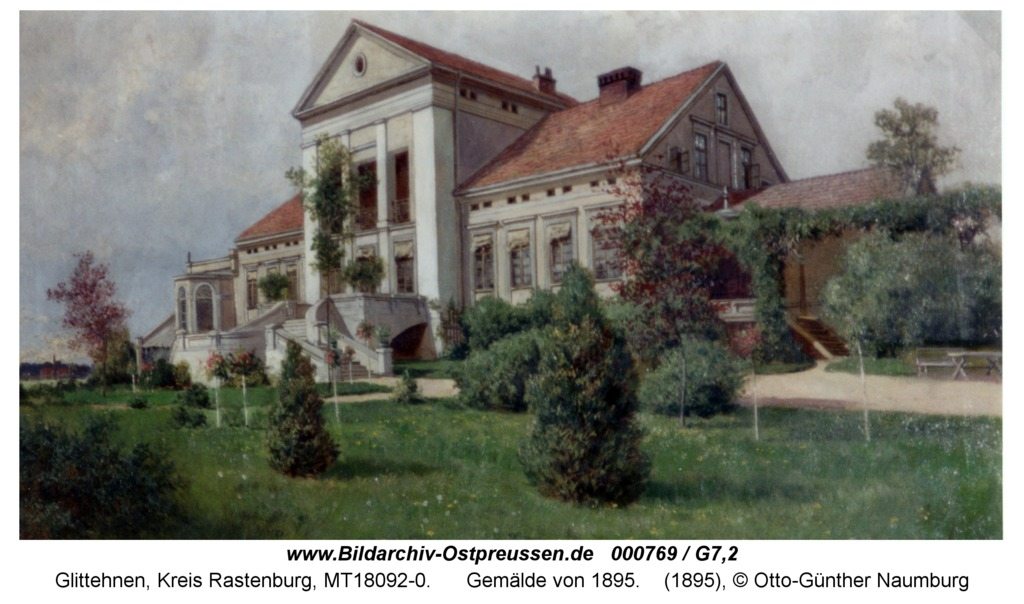
Dawny pałac rodziny von Skopnik – 1895 r.

Wieś lokował w 1359 wielki mistrz krzyżacki Winrich von Kniprode na 10 włókach. Lokacja wsi była odnawiana w roku 1409 na 13 włókach. Osadnicy opłacali czynsz w naturze w wysokości sześciu korców żyta, pszenicy i jęczmienia oraz 18 korców owsa.
W XVII wieku Glitajny należały do rodziny von Knobloch. W Glitajnach urodził się w roku 1697 Karl Gottfried von Knobloch pruski generał, syn Johanna Erharda i Euphemii von Tettau.
W roku 1785 na terenie majątku ziemskiego w Glitajnach było 10 domów mieszkalnych. W roku 1913 majątek ziemski w Glitajnach razem z folwarkiem miał powierzchnię 456 ha. Majątek należał do rodziny von Skopnick (przed 1945 r. Max Skopnick), a administratorem majątku był Steege.
Po II wojnie światowej powstał tu PGR. Wielozakładowy PGR w Glitajnach w 1974 otrzymał nazwę Przedsiębiorstwo Gospodarki Nasiennej Korsze z siedzibą w Glitajnach, później siedziba PGN Korsze przeniesiona została do Korsz.